# 索尔贝 (默兹省)
索尔贝（法語：Sorbey，法語發音：[sɔʁbɛ]）是法国默兹省的一个市镇，属于凡尔登区。

## 地理
索尔贝（49°23'44"N, 5°34'44"E）面积12.42 平方千米，位于法国大東部大區默兹省，该省份为法国西北部内陆省份，北与比利时接壤，西接马恩省和阿登省，南至上马恩省和孚日省，东临默尔特-摩泽尔省。
与索尔贝接壤的市镇（或旧市镇、城区）包括：大法伊、隆吉永、克吕讷河畔阿朗西、皮永、奥坦河畔鲁夫鲁瓦、奥坦河畔圣洛朗。

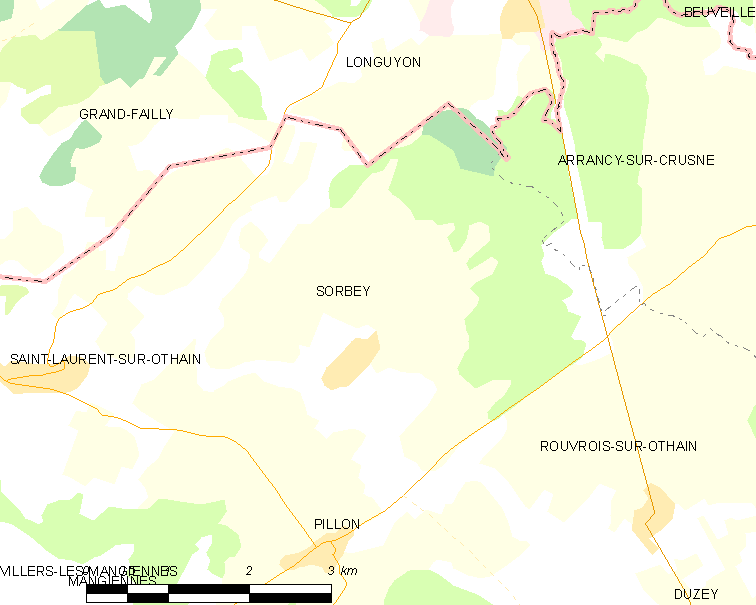
的OSM定位图

索尔贝的时区为UTC+01:00、UTC+02:00（夏令时）。

## 行政
索尔贝的邮政编码为55230，INSEE市镇编码为55495。

## 政治
索尔贝所属的省级选区为布利尼县。

## 人口

1962-2008年间人口变化图示

索尔贝于2022年1月1日时的人口数量为233人。